# Liste des anciennes communes du département des Ardennes
Cette page a pour objectif de retracer toutes les modifications communales du département des Ardennes (dont l'étendue territoriale a changé plusieurs fois à la fin du XVIIIe siècle et au début du XIXe siècle) : les anciennes communes qui ont existé depuis la Révolution française, ainsi que les créations, les modifications officielles de nom,  ainsi que les échanges de territoires entre communes.
Composé d'un nombre important de communes, le département marqué par une baisse démographique voit de nombreuses communes devenues aux dimensions modestes.
Dans les limites actuelles, le département des Ardennes comptait 542 communes en 1800. Un regroupement imposé des plus petites d'entre elles a pu être observé dès la fin des années 1820, ramenant ce nombre à bien moins de 500. Mais ce mouvement imposé a été suivi d'une réaction dans les années 1870 conduisant à faire renaître une petite trentaine d'entre elles. En 1900, le département compte 503 communes, un nombre qui va perdurer jusqu'en 1960. Progressivement, des fusions vont s'opérer avant même que la législation les facilite, à commencer par le milieu urbain, à l'image de Sedan, Bogny mais surtout la création de la grande commune préfecture de Charleville-Mézières en 1966. La loi Marcellin dans les années 1970 n'aura fait qu'amplifier le mouvement, tandis que la loi NOTRe en 2010 aura eu un impact plus limité, mais pas anodin non plus. Aujourd'hui (au 1er janvier 2025), on trouve 447 communes dans le département des Ardennes.
À noter que comme tous les départements frontières, la composition a plusieurs fois fluctué au cours de l'histoire. Le département des Ardennes ne déroge pas à la règle : au cours du Premier Empire, au gré des conquêtes, le département va ainsi s'étendre bien plus vers le Nord, dans les Ardennes belges, au point de compter jusqu'à 800 communes, alors.

## Fusions
| Nom de la nouvelle commune      | Communes réunies                                  | Régime | Date (et nature) de la décision | Date d'effet                |
| ------------------------------- | ------------------------------------------------- | --- | ------------------------------- | --------------------------- |
| Tannay-le-Mont-Dieu             | Tannay                                            | commune nouvelle (avec 1 seule commune déléguée : Tannay)                                                                                      | 13 septembre 2024 (Arrêté)      | 1er janvier 2025            |
| Tannay-le-Mont-Dieu             | Le Mont-Dieu                                      | commune nouvelle (avec 1 seule commune déléguée : Tannay)                                                                                      | 13 septembre 2024 (Arrêté)      | 1er janvier 2025            |
| Bazeilles                       | Bazeilles                                         | commune nouvelle (avec 4 communes déléguées : Bazeilles, La Moncelle, Rubécourt, et Villers-Cernay)                                            | 14 septembre 2023 (Arrêté)      | 1er janvier 2024            |
| Bazeilles                       | La Moncelle                                       | commune nouvelle (avec 4 communes déléguées : Bazeilles, La Moncelle, Rubécourt, et Villers-Cernay)                                            | 14 septembre 2023 (Arrêté)      | 1er janvier 2024            |
| Flize                           | Flize                                             | commune nouvelle (avec communes déléguées) | 23 novembre 2018 (Arrêté)       | 1er janvier 2019            |
| Flize                           | Balaives-et-Butz                                  | commune nouvelle (avec communes déléguées) | 23 novembre 2018 (Arrêté)       | 1er janvier 2019            |
| Flize                           | Boutancourt                                       | commune nouvelle (avec communes déléguées) | 23 novembre 2018 (Arrêté)       | 1er janvier 2019            |
| Flize                           | Élan                                              | commune nouvelle (avec communes déléguées) | 23 novembre 2018 (Arrêté)       | 1er janvier 2019            |
| Vrigne aux Bois                 | Vrigne-aux-Bois                                   | commune nouvelle (avec communes déléguées) | 15 novembre 2016 (Arrêté)       | 1er janvier 2017            |
| Vrigne aux Bois                 | Bosseval-et-Briancourt                            | commune nouvelle (avec communes déléguées) | 15 novembre 2016 (Arrêté)       | 1er janvier 2017            |
| Bazeilles                       | Bazeilles                                         | commune nouvelle (avec communes déléguées) | 15 juin 2016 (Arrêté)           | 1er janvier 2017            |
| Bazeilles                       | Rubécourt-et-Lamécourt                            | commune nouvelle (avec communes déléguées) | 15 juin 2016 (Arrêté)           | 1er janvier 2017            |
| Bazeilles                       | Villers-Cernay                                    | commune nouvelle (avec communes déléguées) | 15 juin 2016 (Arrêté)           | 1er janvier 2017            |
| Vouziers                        | Vouziers                                          | commune nouvelle (avec 4 communes déléguées) (Blaise devient aussi une commune déléguée, à compter du 21-4-2020)                               | 9 mai 2016 (Arrêté)             | 1er juin 2016               |
| Vouziers                        | Terron-sur-Aisne                                  | commune nouvelle (avec 4 communes déléguées) (Blaise devient aussi une commune déléguée, à compter du 21-4-2020)                               | 9 mai 2016 (Arrêté)             | 1er juin 2016               |
| Vouziers                        | Vrizy                                             | commune nouvelle (avec 4 communes déléguées) (Blaise devient aussi une commune déléguée, à compter du 21-4-2020)                               | 9 mai 2016 (Arrêté)             | 1er juin 2016               |
| Chémery-Chéhéry                 | Chémery-sur-Bar                                   | commune nouvelle (avec communes déléguées) | 29 décembre 2015 (Arrêté)       | 1er janvier 2016            |
| Chémery-Chéhéry                 | Chéhéry                                           | commune nouvelle (avec communes déléguées) | 29 décembre 2015 (Arrêté)       | 1er janvier 2016            |
| Mouzon                          | Mouzon                                            | commune nouvelle (avec communes déléguées) | 14 décembre 2015 (Arrêté)       | 1er janvier 2016            |
| Mouzon                          | Amblimont                                         | commune nouvelle (avec communes déléguées) | 14 décembre 2015 (Arrêté)       | 1er janvier 2016            |
| Bairon et ses environs          | Le Chesne                                         | commune nouvelle (avec communes déléguées) | 30 novembre 2015 (Arrêté)       | 1er janvier 2016            |
| Bairon et ses environs          | Les Alleux                                        | commune nouvelle (avec communes déléguées) | 30 novembre 2015 (Arrêté)       | 1er janvier 2016            |
| Bairon et ses environs          | Louvergny                                         | commune nouvelle (avec communes déléguées) | 30 novembre 2015 (Arrêté)       | 1er janvier 2016            |
| Grandpré                        | Grandpré                                          | commune nouvelle (avec communes déléguées) | 10 novembre 2015 (Arrêté)       | 1er janvier 2016            |
| Grandpré                        | Termes                                            | commune nouvelle (avec communes déléguées) | 10 novembre 2015 (Arrêté)       | 1er janvier 2016            |
| Douzy                           | Douzy                                             | commune nouvelle (avec communes déléguées) | 15 septembre 2015 (Arrêté)      | 15 septembre 2015           |
| Douzy                           | Mairy                                             | commune nouvelle (avec communes déléguées) | 15 septembre 2015 (Arrêté)      | 15 septembre 2015           |
| Flaignes-Havys                  | Flaignes-les-Oliviers                             | fusion simple | 24 février 1982 (Arrêté)        | 3 mars 1982                 |
| Flaignes-Havys                  | Havys                                             | fusion simple | 24 février 1982 (Arrêté)        | 3 mars 1982                 |
| Belleville-et-Châtillon-sur-Bar | Belleville-sur-Bar                                | fusion association | 20 décembre 1974 (Arrêté)       | 29 décembre 1974            |
| Belleville-et-Châtillon-sur-Bar | Châtillon-sur-Bar                                 | fusion association | 20 décembre 1974 (Arrêté)       | 29 décembre 1974            |
| Olizy-Primat                    | Olizy                                             | fusion association | 20 décembre 1974 (Arrêté)       | 29 décembre 1974            |
| Olizy-Primat                    | Primat                                            | fusion association | 20 décembre 1974 (Arrêté)       | 29 décembre 1974            |
| Raillicourt-Barbaise            | Raillicourt (commune rétablie en 1991)            | fusion association (dissoute en 1991) | 20 décembre 1974 (Arrêté)       | 29 décembre 1974            |
| Raillicourt-Barbaise            | Barbaise (commune rétablie en 1991)               | fusion association (dissoute en 1991) | 20 décembre 1974 (Arrêté)       | 29 décembre 1974            |
| Nouzonville                     | Nouzonville                                       | fusion association | 15 mai 1974 (Arrêté),           | 1er juin 1974               |
| Nouzonville                     | Meillier-Fontaine                                 | fusion association | 15 mai 1974 (Arrêté),           | 1er juin 1974               |
| Chaumont-Porcien                | Chaumont-Porcien                                  | fusion association | 22 avril 1974 (Arrêté)          | 1er mai 1974                |
| Chaumont-Porcien                | Logny-lès-Chaumont                                | fusion association | 22 avril 1974 (Arrêté)          | 1er mai 1974                |
| Chaumont-Porcien                | Wadimont                                          | fusion association | 22 avril 1974 (Arrêté)          | 1er mai 1974                |
| Rocquigny                       | Rocquigny-la-Hardoye                              | fusion association | 22 avril 1974 (Arrêté)          | 1er mai 1974                |
| Rocquigny                       | Mainbresson                                       | fusion association | 22 avril 1974 (Arrêté)          | 1er mai 1974                |
| Rocquigny                       | Mainbressy                                        | fusion association | 22 avril 1974 (Arrêté)          | 1er mai 1974                |
| Blanchefosse-et-Bay             | Blanchefosse                                      | fusion association | 20 décembre 1973 (Arrêté)       | 29 décembre 1973            |
| Blanchefosse-et-Bay             | Bay                                               | fusion association | 20 décembre 1973 (Arrêté)       | 29 décembre 1973            |
| Buzancy                         | Buzancy                                           | fusion simple | 20 décembre 1973 (Arrêté)       | 29 décembre 1973            |
| Buzancy                         | Sivry-lès-Buzancy                                 | fusion simple | 20 décembre 1973 (Arrêté)       | 29 décembre 1973            |
| Rethel                          | Rethel                                            | fusion association | 20 décembre 1973 (Arrêté)       | 29 décembre 1973            |
| Rethel                          | Pargny-Resson                                     | fusion association | 20 décembre 1973 (Arrêté)       | 29 décembre 1973            |
| Rocquigny-la-Hardoye            | Rocquigny                                         | fusion association | 20 décembre 1973 (Arrêté)       | 29 décembre 1973            |
| Rocquigny-la-Hardoye            | La Hardoye                                        | fusion association | 20 décembre 1973 (Arrêté)       | 29 décembre 1973            |
| Verpel                          | Verpel                                            | fusion association (dissoute en 1985) | 20 décembre 1973 (Arrêté)       | 29 décembre 1973            |
| Verpel                          | Imécourt (commune rétablie en 1985)               | fusion association (dissoute en 1985) | 20 décembre 1973 (Arrêté)       | 29 décembre 1973            |
| Montcornet-en-Ardenne           | Cliron (commune rétablie en 1989)                 | fusion association (dissoute en 1989) | 30 août 1973 (Arrêté),          | 1er septembre 1973          |
| Montcornet-en-Ardenne           | Montcornet                                        | fusion association (dissoute en 1989) | 30 août 1973 (Arrêté),          | 1er septembre 1973          |
| Girondelle                      | Girondelle                                        | fusion association | 23 août 1973 (Arrêté)           | 1er septembre 1973          |
| Girondelle                      | Foulzy                                            | fusion association | 23 août 1973 (Arrêté)           | 1er septembre 1973          |
| Prez                            | Prez                                              | fusion association (fusion simple depuis le 1-5-2015)                                                                                          | 23 août 1973 (Arrêté)           | 1er septembre 1973          |
| Prez                            | La Cerleau                                        | fusion association (fusion simple depuis le 1-5-2015)                                                                                          | 23 août 1973 (Arrêté)           | 1er septembre 1973          |
| Vouziers                        | Vouziers                                          | fusion association (fusion simple après le 1-6-2016, lors de la création de la commune nouvelle où Blaise perd son statut de commune associée) | 30 décembre 1972 (Arrêté)       | 1er janvier 1973            |
| Vouziers                        | Blaise                                            | fusion association (fusion simple après le 1-6-2016, lors de la création de la commune nouvelle où Blaise perd son statut de commune associée) | 30 décembre 1972 (Arrêté)       | 1er janvier 1973            |
| Neuville-lez-Beaulieu           | La Neuville-aux-Tourneurs                         | fusion association (fusion simple depuis le 1-1-2016)                                                                                          | 19 décembre 1972 (Arrêté)       | 1er janvier 1973            |
| Neuville-lez-Beaulieu           | Beaulieu                                          | fusion association (fusion simple depuis le 1-1-2016)                                                                                          | 19 décembre 1972 (Arrêté)       | 1er janvier 1973            |
| Tailly                          | Tailly                                            | fusion association | 19 décembre 1972 (Arrêté)       | 1er janvier 1973            |
| Tailly                          | Andevanne                                         | fusion association | 19 décembre 1972 (Arrêté)       | 1er janvier 1973            |
| Tailly                          | Barricourt                                        | fusion association | 19 décembre 1972 (Arrêté)       | 1er janvier 1973            |
| Tailly                          | Rémonville                                        | fusion association | 19 décembre 1972 (Arrêté)       | 1er janvier 1973            |
| Glaire                          | Glaire-et-Villette                                | fusion | 25 juin 1971 (Arrêté)           | 1er juillet 1971            |
| Glaire                          | Iges                                              | fusion | 25 juin 1971 (Arrêté)           | 1er juillet 1971            |
| Chaumont-Porcien                | Chaumont-Porcien                                  | fusion | 23 février 1971 (Arrêté)        | 1er mars 1971               |
| Chaumont-Porcien                | Adon                                              | fusion | 23 février 1971 (Arrêté)        | 1er mars 1971               |
| Asfeld                          | Asfeld                                            | fusion | 22 décembre 1970 (Arrêté)       | 1er janvier 1971            |
| Asfeld                          | Juzancourt                                        | fusion | 22 décembre 1970 (Arrêté)       | 1er janvier 1971            |
| Vendresse                       | Vendresse                                         | fusion | 3 décembre 1969 (Arrêté)        | 1er janvier 1970            |
| Vendresse                       | La Cassine                                        | fusion | 3 décembre 1969 (Arrêté)        | 1er janvier 1970            |
| Guignicourt-sur-Vence           | Guignicourt-sur-Vence                             | fusion | 24 février 1968 (Décret)        | 2 mars 1968                 |
| Guignicourt-sur-Vence           | Hocmont (une partie)                              | fusion | 24 février 1968 (Décret)        | 2 mars 1968                 |
| Touligny                        | Touligny                                          | fusion | 24 février 1968 (Décret)        | 2 mars 1968                 |
| Touligny                        | Hocmont (une partie)                              | fusion | 24 février 1968 (Décret)        | 2 mars 1968                 |
| Rouvroy-sur-Audry               | Rouvroy-sur-Audry                                 | fusion | 4 septembre 1967 (Arrêté)       | 1er novembre 1967           |
| Rouvroy-sur-Audry               | Servion                                           | fusion | 4 septembre 1967 (Arrêté)       | 1er novembre 1967           |
| Bogny-sur-Meuse                 | Braux                                             | fusion | 10 novembre 1966 (Arrêté)       | 1er janvier 1967            |
| Bogny-sur-Meuse                 | Château-Regnault-Bogny                            | fusion | 10 novembre 1966 (Arrêté)       | 1er janvier 1967            |
| Bogny-sur-Meuse                 | Levrezy                                           | fusion | 10 novembre 1966 (Arrêté)       | 1er janvier 1967            |
| Chémery-sur-Bar                 | Chémery-sur-Bar                                   | fusion | 27 juillet 1966 (Décret)        | 7 août 1966                 |
| Chémery-sur-Bar                 | Malmy                                             | fusion | 27 juillet 1966 (Décret)        | 7 août 1966                 |
| Charleville-Mézières            | Charleville                                       | fusion | 19 juillet 1966 (Décret)        | 1er octobre 1966            |
| Charleville-Mézières            | Mézières                                          | fusion | 19 juillet 1966 (Décret)        | 1er octobre 1966            |
| Charleville-Mézières            | Étion                                             | fusion | 19 juillet 1966 (Décret)        | 1er octobre 1966            |
| Charleville-Mézières            | Mohon                                             | fusion | 19 juillet 1966 (Décret)        | 1er octobre 1966            |
| Charleville-Mézières            | Montcy-Saint-Pierre                               | fusion | 19 juillet 1966 (Décret)        | 1er octobre 1966            |
| Vendresse                       | Vendresse                                         | fusion | 11 juin 1965 (Arrêté)           | 1er juillet 1965            |
| Vendresse                       | Terron-lès-Vendresse                              | fusion | 11 juin 1965 (Arrêté)           | 1er juillet 1965            |
| Mouzon                          | Mouzon                                            | fusion | 16 février 1965 (Arrêté)        | 1er mars 1965               |
| Mouzon                          | Villemontry                                       | fusion | 16 février 1965 (Arrêté)        | 1er mars 1965               |
| Justine-Herbigny                | Justine                                           | fusion | 30 janvier 1965 (Arrêté)        | 15 février 1965             |
| Justine-Herbigny                | Herbigny                                          | fusion | 30 janvier 1965 (Arrêté)        | 15 février 1965             |
| Sedan                           | Sedan                                             | fusion | 18 décembre 1964 (Arrêté)       | 1er janvier 1965            |
| Sedan                           | Frénois                                           | fusion | 18 décembre 1964 (Arrêté)       | 1er janvier 1965            |
| Mézières                        | Mézières                                          | fusion | 9 décembre 1964 (Arrêté)        | 1er janvier 1965            |
| Mézières                        | Le Theux                                          | fusion | 9 décembre 1964 (Arrêté)        | 1er janvier 1965            |
| Chémery-sur-Bar                 | Chémery-sur-Bar                                   | fusion | 17 octobre 1964 (Arrêté)        | 1er novembre 1964           |
| Chémery-sur-Bar                 | Connage                                           | fusion | 17 octobre 1964 (Arrêté)        | 1er novembre 1964           |
| Cheveuges-Saint-Aignan          | Cheveuges (commune rétablie en 1986)              | fusion (dissoute en 1986) | 11 septembre 1964 (Arrêté)      | 1er octobre 1964            |
| Cheveuges-Saint-Aignan          | Saint-Aignan (commune rétablie en 1986)           | fusion (dissoute en 1986) | 11 septembre 1964 (Arrêté)      | 1er octobre 1964            |
| Vouziers                        | Vouziers                                          | fusion | 16 mars 1964 (Arrêté)           | 1er avril 1964              |
| Vouziers                        | Chestres                                          | fusion | 16 mars 1964 (Arrêté)           | 1er avril 1964              |
| Vouziers                        | Vouziers                                          | fusion | 23 février 1961 (Arrêté)        | 1er mars 1961               |
| Vouziers                        | Condé-lès-Vouziers                                | fusion | 23 février 1961 (Arrêté)        | 1er mars 1961               |
| Sedan                           | Sedan                                             | fusion | 3 juillet 1846 (Loi)            | 3 juillet 1846 (Loi)        |
| Sedan                           | Torcy                                             | fusion | 3 juillet 1846 (Loi)            | 3 juillet 1846 (Loi)        |
| Ambly-Fleury                    | Ambly                                             | fusion | 1829                            | 1829                        |
| Ambly-Fleury                    | Fleury-et-Montmarin (la partie Fleury)            | fusion | 1829                            | 1829                        |
| Givry                           | Givry                                             | fusion | 1829                            | 1829                        |
| Givry                           | Fleury-et-Montmarin (la partie Montmarin)         | fusion | 1829                            | 1829                        |
| Donchery                        | Donchery                                          | fusion | 7 janvier 1829 (Ordonnance)     | 7 janvier 1829 (Ordonnance) |
| Donchery                        | Ledancourt                                        | fusion | 7 janvier 1829 (Ordonnance)     | 7 janvier 1829 (Ordonnance) |
| Doumely-Bégny                   | Doumely                                           | fusion | 1829                            | 1829                        |
| Doumely-Bégny                   | Bégny                                             | fusion | 1829                            | 1829                        |
| Launois                         | Launois                                           | fusion | 1829                            | 1829                        |
| Launois                         | La Péreuse                                        | fusion | 1829                            | 1829                        |
| Launois                         | Pierrepont                                        | fusion | 1829                            | 1829                        |
| Alland'Huy-et-Sausseuil         | Alland'Huy                                        | fusion | 1828                            | 1828                        |
| Alland'Huy-et-Sausseuil         | Sausseuil                                         | fusion | 1828                            | 1828                        |
| Ardeuil-et-Montfauxelles        | Ardeuil                                           | fusion | 1828                            | 1828                        |
| Ardeuil-et-Montfauxelles        | Montfauxelles                                     | fusion | 1828                            | 1828                        |
| Auboncourt-Vauzelles            | Auboncourt-ès-Vauzelles                           | fusion | 1828                            | 1828                        |
| Auboncourt-Vauzelles            | Vauzelles                                         | fusion | 1828                            | 1828                        |
| Les Ayvelles                    | Les Grandes-Ayvelles                              | fusion | 1828                            | 1828                        |
| Les Ayvelles                    | Les Petites-Ayvelles                              | fusion | 1828                            | 1828                        |
| Balaives-et-Butz                | Balaives                                          | fusion | 1828                            | 1828                        |
| Balaives-et-Butz                | Butz                                              | fusion | 1828                            | 1828                        |
| Banogne-Recouvrance             | Banogne                                           | fusion | 1828                            | 1828                        |
| Banogne-Recouvrance             | Recouvrance                                       | fusion | 1828                            | 1828                        |
| Bar-et-Harricourt               | Bar                                               | fusion | 1828                            | 1828                        |
| Bar-et-Harricourt               | Harricourt (commune rétablie en 1871)             | fusion | 1828                            | 1828                        |
| Bayonville                      | Bayonville                                        | fusion | 1828                            | 1828                        |
| Bayonville                      | Chennery-Landreville                              | fusion | 1828                            | 1828                        |
| Belval-et-Sury                  | Belval (commune rétablie en 1871)                 | fusion | 1828                            | 1828                        |
| Belval-et-Sury                  | Sury (commune rétablie en 1871)                   | fusion | 1828                            | 1828                        |
| Bignicourt                      | Bignicourt                                        | fusion | 1828                            | 1828                        |
| Bignicourt                      | Ville-sur-Retourne (commune rétablie en 1871)     | fusion | 1828                            | 1828                        |
| Bourcq                          | Bourcq                                            | fusion | 1828                            | 1828                        |
| Bourcq                          | Mars-sous-Bourcq (commune rétablie en 1871)       | fusion | 1828                            | 1828                        |
| Brécy-Brières                   | Brécy                                             | fusion | 1828                            | 1828                        |
| Brécy-Brières                   | Brières-et-Crécy                                  | fusion | 1828                            | 1828                        |
| Champigneul-Mondigny            | Champigneul-sur-Vence                             | fusion | 1828                            | 1828                        |
| Champigneul-Mondigny            | Mondigny (commune rétablie en 1871)               | fusion | 1828                            | 1828                        |
| Champigneul-Mondigny            | Saint-Pierre-sur-Vence (commune rétablie en 1871) | fusion | 1828                            | 1828                        |
| Châtel-Chéhéry                  | Châtel                                            | fusion | 1828                            | 1828                        |
| Châtel-Chéhéry                  | Chéhéry (canton de Grandpré)                      | fusion | 1828                            | 1828                        |
| Chesnois-Auboncourt             | Chesnois                                          | fusion | 1828                            | 1828                        |
| Chesnois-Auboncourt             | Auboncourt-ès-Rivières                            | fusion | 1828                            | 1828                        |
| Chuffilly-Roche                 | Chuffilly-et-Marqueny                             | fusion | 1828                            | 1828                        |
| Chuffilly-Roche                 | Roche-et-Méry                                     | fusion | 1828                            | 1828                        |
| Corny-Machéroménil              | Corny-la-Ville                                    | fusion | 1828                            | 1828                        |
| Corny-Machéroménil              | Machéroménil                                      | fusion | 1828                            | 1828                        |
| Escombres-et-le-Chesnois        | Escombres                                         | fusion | 1828                            | 1828                        |
| Escombres-et-le-Chesnois        | Le Chesnois-Monty                                 | fusion | 1828                            | 1828                        |
| Euilly-et-Lombut                | Euilly                                            | fusion | 1828                            | 1828                        |
| Euilly-et-Lombut                | Lombut                                            | fusion | 1828                            | 1828                        |
| Faux-Lucquy                     | Faux (commune rétablie en 1871)                   | fusion | 1828                            | 1828                        |
| Faux-Lucquy                     | Lucquy (commune rétablie en 1871)                 | fusion | 1828                            | 1828                        |
| Glaire-et-Villette              | Glaire-Latour                                     | fusion | 1828                            | 1828                        |
| Glaire-et-Villette              | Villette                                          | fusion | 1828                            | 1828                        |
| Haulmé                          | Haulmé                                            | fusion | 1828                            | 1828                        |
| Haulmé                          | Tournavaux (commune rétablie en 1871)             | fusion | 1828                            | 1828                        |
| Houdilcourt-Poilcourt           | Houdilcourt (commune rétablie en 1871)            | fusion | 1828                            | 1828                        |
| Houdilcourt-Poilcourt           | Poilcourt (commune rétablie en 1871)              | fusion | 1828                            | 1828                        |
| Landres-et-Saint-Georges        | Landres                                           | fusion | 1828                            | 1828                        |
| Landres-et-Saint-Georges        | Saint-Georges                                     | fusion | 1828                            | 1828                        |
| Leffincourt                     | Leffincourt                                       | fusion | 1828                            | 1828                        |
| Leffincourt                     | Dricourt (commune rétablie en 1871)               | fusion | 1828                            | 1828                        |
| Maisoncelle-et-Villers          | Maisoncelle                                       | fusion | 1828                            | 1828                        |
| Maisoncelle-et-Villers          | Villers-devant-Raucourt                           | fusion | 1828                            | 1828                        |
| Marcq                           | Marcq                                             | fusion | 1828                            | 1828                        |
| Marcq                           | Chevières (commune rétablie en 1871)              | fusion | 1828                            | 1828                        |
| Margut                          | Margut                                            | fusion | 1828                            | 1828                        |
| Margut                          | Fromy (commune rétablie en 1871)                  | fusion | 1828                            | 1828                        |
| Marvaux-Vieux                   | Marvaux                                           | fusion | 1828                            | 1828                        |
| Marvaux-Vieux                   | Vieux-lès-Maures                                  | fusion | 1828                            | 1828                        |
| Murtin-et-Bogny                 | Murtin-et-le-Châtelet                             | fusion | 1828                            | 1828                        |
| Murtin-et-Bogny                 | Bogny (canton de Renwez)                          | fusion | 1828                            | 1828                        |
| Neuville-lès-This               | Neuville-lès-This                                 | fusion | 1828                            | 1828                        |
| Neuville-lès-This               | This (commune rétablie en 1871)                   | fusion | 1828                            | 1828                        |
| Novy-Chevrières                 | Novy                                              | fusion | 1828                            | 1828                        |
| Novy-Chevrières                 | Chevrières                                        | fusion | 1828                            | 1828                        |
| Noyers                          | Noyers                                            | fusion | 1828                            | 1828                        |
| Noyers                          | Chaumont-Saint-Quentin                            | fusion | 1828                            | 1828                        |
| Olizy-Primat                    | Olizy (commune rétablie en 1871)                  | fusion | 1828                            | 1828                        |
| Olizy-Primat                    | Primat (commune rétablie en 1871)                 | fusion | 1828                            | 1828                        |
| Pargny-Resson                   | Pargny                                            | fusion | 1828                            | 1828                        |
| Pargny-Resson                   | Resson                                            | fusion | 1828                            | 1828                        |
| Pauvres                         | Pauvres                                           | fusion | 1828                            | 1828                        |
| Pauvres                         | Mont-Saint-Remy (commune rétablie en 1871)        | fusion | 1828                            | 1828                        |
| Puilly-et-Charbeaux             | Puilly                                            | fusion | 1828                            | 1828                        |
| Puilly-et-Charbeaux             | Charbeaux                                         | fusion | 1828                            | 1828                        |
| Raucourt-et-Flaba               | Raucourt                                          | fusion | 1828                            | 1828                        |
| Raucourt-et-Flaba               | Flaba                                             | fusion | 1828                            | 1828                        |
| Saint-Clément                   | Saint-Clément                                     | fusion | 1828                            | 1828                        |
| Saint-Clément                   | Saint-Pierre-à-Arnes (commune rétablie en 1871)   | fusion | 1828                            | 1828                        |
| Saint-Lambert-et-Mont-de-Jeux   | Saint-Lambert                                     | fusion | 1828                            | 1828                        |
| Saint-Lambert-et-Mont-de-Jeux   | Mont-de-Jeux                                      | fusion | 1828                            | 1828                        |
| Saint-Loup-Terrier              | Saint-Loup                                        | fusion | 1828                            | 1828                        |
| Saint-Loup-Terrier              | Terrier                                           | fusion | 1828                            | 1828                        |
| Sainte-Marie                    | Sainte-Marie-sous-Bourcq                          | fusion | 1828                            | 1828                        |
| Sainte-Marie                    | Blaise (commune rétablie en 1871)                 | fusion | 1828                            | 1828                        |
| Sapogne-et-Feuchères            | Sapogne                                           | fusion | 1828                            | 1828                        |
| Sapogne-et-Feuchères            | Feuchères                                         | fusion | 1828                            | 1828                        |
| Saulces-Monclin                 | Saulces-aux-Bois                                  | fusion | 1828                            | 1828                        |
| Saulces-Monclin                 | Monclin                                           | fusion | 1828                            | 1828                        |
| Saulces-Monclin                 | La Vielville                                      | fusion | 1828                            | 1828                        |
| Sorcy-Bauthémont                | Sorcy                                             | fusion | 1828                            | 1828                        |
| Sorcy-Bauthémont                | Bauthémont                                        | fusion | 1828                            | 1828                        |
| Thugny-Trugny                   | Thugny                                            | fusion | 1828                            | 1828                        |
| Thugny-Trugny                   | Trugny                                            | fusion | 1828                            | 1828                        |
| Tourcelles-Chaumont             | Tourcelles-Chaumont                               | fusion | 1828                            | 1828                        |
| Tourcelles-Chaumont             | Chardeny (commune rétablie en 1871)               | fusion | 1828                            | 1828                        |
| Tourcelles-Chaumont             | Quilly (commune rétablie en 1871)                 | fusion | 1828                            | 1828                        |
| Vaux-Montreuil                  | Vaux-Montreuil                                    | fusion | 1828                            | 1828                        |
| Vaux-Montreuil                  | Wignicourt (commune rétablie en 1871)             | fusion | 1828                            | 1828                        |
| Vaux-Villaine                   | Vaux-Villaine                                     | fusion | 1828                            | 1828                        |
| Vaux-Villaine                   | Lépron-les-Vallées (commune rétablie en 1871)     | fusion | 1828                            | 1828                        |
| Villers-Semeuse                 | Villers-devant-Mézières                           | fusion | 1828                            | 1828                        |
| Villers-Semeuse                 | Semeuse                                           | fusion | 1828                            | 1828                        |
| Vrigne-aux-Bois                 | Vrigne-aux-Bois                                   | fusion | 1828                            | 1828                        |
| Vrigne-aux-Bois                 | Marcancourt                                       | fusion | 1828                            | 1828                        |
| Autrecourt-et-Pourron           | Autrecourt                                        | fusion | 1827                            | 1827                        |
| Autrecourt-et-Pourron           | Pourron                                           | fusion | 1827                            | 1827                        |
| Grivy-Loisy                     | Grivy                                             | fusion | 1827                            | 1827                        |
| Grivy-Loisy                     | Loisy                                             | fusion | 1827                            | 1827                        |
| Issancourt-et-Rumel             | Issancourt                                        | fusion | 1808                            | 1808                        |
| Issancourt-et-Rumel             | Rumel                                             | fusion | 1808                            | 1808                        |
| Olizy                           | Olizy                                             | fusion | 1807                            | 1807                        |
| Olizy                           | Beaurepaire                                       | fusion | 1807                            | 1807                        |
| Fleury-et-Montmarin             | Fleury                                            | fusion | 1793                            | 1793                        |
| Fleury-et-Montmarin             | Montmarin                                         | fusion | 1793                            | 1793                        |
| Houdilcourt                     | Houdilcourt                                       | fusion | 1793                            | 1793                        |
| Houdilcourt                     | Le Mesnil                                         | fusion | 1793                            | 1793                        |
| Matton-et-Clémency              | Matton                                            | fusion | 1793                            | 1793                        |
| Matton-et-Clémency              | Clémency                                          | fusion | 1793                            | 1793                        |
| Noyers                          | Noyers                                            | fusion | 1793                            | 1793                        |
| Noyers                          | Thelonne (commune rétablie en 1883)               | fusion | 1793                            | 1793                        |
| Ballay                          | Ballay                                            | fusion | 1792                            | 1792                        |
| Ballay                          | Landèves                                          | fusion | 1792                            | 1792                        |
| Neuville-Day                    | Neuville                                          | fusion | 1791                            | 1791                        |
| Neuville-Day                    | Day                                               | fusion | 1791                            | 1791                        |
| Brienne                         | Brienne                                           | fusion | 1790-1794                       | 1790-1794                   |
| Brienne                         | Radoye                                            | fusion | 1790-1794                       | 1790-1794                   |
| Chalandry-Élaire                | Chalandry                                         | fusion | 1790-1794                       | 1790-1794                   |
| Chalandry-Élaire                | Élaire                                            | fusion | 1790-1794                       | 1790-1794                   |
| Cliron                          | Cliron                                            | fusion | 1790-1794                       | 1790-1794                   |
| Cliron                          | Charoué                                           | fusion | 1790-1794                       | 1790-1794                   |
| Contreuve                       | Contreuve                                         | fusion | 1790-1794                       | 1790-1794                   |
| Contreuve                       | Cheppe                                            | fusion | 1790-1794                       | 1790-1794                   |
| Laval-Morency                   | Laval                                             | fusion | 1790-1794                       | 1790-1794                   |
| Laval-Morency                   | Morency                                           | fusion | 1790-1794                       | 1790-1794                   |
| Logny-Bogny                     | Logny                                             | fusion | 1790-1794                       | 1790-1794                   |
| Logny-Bogny                     | Bogny (canton de Liart, puis Rumigny)             | fusion | 1790-1794                       | 1790-1794                   |
| La Neuville-à-Maire             | La Neuville                                       | fusion | 1790-1794                       | 1790-1794                   |
| La Neuville-à-Maire             | Maire                                             | fusion | 1790-1794                       | 1790-1794                   |
| Rubécourt-et-Lamécourt          | Rubécourt                                         | fusion | 1790-1794                       | 1790-1794                   |
| Rubécourt-et-Lamécourt          | Lamécourt                                         | fusion | 1790-1794                       | 1790-1794                   |
| Sery                            | Sery                                              | fusion | 1790-1794                       | 1790-1794                   |
| Sery                            | Couvercy                                          | fusion | 1790-1794                       | 1790-1794                   |
| Vaux-Villaine                   | Vaux                                              | fusion | 1790-1794                       | 1790-1794                   |
| Vaux-Villaine                   | Villaine                                          | fusion | 1790-1794                       | 1790-1794                   |
| Villers-le-Tourneur             | Villers-le-Tourneur                               | fusion | 1790-1794                       | 1790-1794                   |
| Villers-le-Tourneur             | Buissonwez                                        | fusion | 1790-1794                       | 1790-1794                   |
| Carignan                        | Carignan                                          | fusion | 1790                            | 1790                        |
| Carignan                        | Wé                                                | fusion | 1790                            | 1790                        |
| Montgon                         | Montgon                                           | fusion | 1790                            | 1790                        |
| Montgon                         | Longwé-l'Abbaye                                   | fusion | 1790                            | 1790                        |

## Créations et rétablissements
| Nom de la commune créée | Commune affectée       | Mode de création                              | Date (et nature) de la décision | Date d'effet              |
| ----------------------- | ---------------------- | --------------------------------------------- | ------------------------------- | ------------------------- |
| Barbaise                | Raillicourt-Barbaise   | Démembrement et suppression (rétablissement)  | 3 octobre 1990 (Arrêté)         | 1er janvier 1991          |
| Raillicourt             | Raillicourt-Barbaise   | Démembrement et suppression (rétablissement)  | 3 octobre 1990 (Arrêté)         | 1er janvier 1991          |
| Cliron                  | Montcornet-en-Ardenne  | Démembrement et suppression (rétablissement)  | 17 octobre 1988 (Arrêté)        | 1er janvier 1989          |
| Montcornet              | Montcornet-en-Ardenne  | Démembrement et suppression (rétablissement)  | 17 octobre 1988 (Arrêté)        | 1er janvier 1989          |
| Cheveuges               | Cheveuges-Saint-Aignan | Démembrement et suppression (rétablissement)  | 10 décembre 1985 (Arrêté)       | 1er janvier 1986          |
| Saint-Aignan            | Cheveuges-Saint-Aignan | Démembrement et suppression (rétablissement)  | 10 décembre 1985 (Arrêté)       | 1er janvier 1986          |
| Imécourt                | Verpel                 | Démembrement (rétablissement)                 | 25 septembre 1984 (Arrêté)      | 1er janvier 1985          |
| Noyers                  | Noyers-et-Thelonne     | Démembrement et suppression (rétablissement)  | 10 décembre 1883 (Décret)       | 10 décembre 1883 (Décret) |
| Thelonne                | Noyers-et-Thelonne     | Démembrement et suppression (rétablissement)  | 10 décembre 1883 (Décret)       | 10 décembre 1883 (Décret) |
| Le Theux                | Mézières               | Démembrement (rétablissement)                 | 20 avril 1872 (Décret)          | 20 avril 1872 (Décret)    |
| Ville-sur-Lumes         | Saint-Laurent          | Démembrement (rétablissement)                 | 20 avril 1872 (Décret)          | 20 avril 1872 (Décret)    |
| Bar                     | Bar-et-Harricourt      | Démembrement et suppression (rétablissement)  | 1871                            | 1871                      |
| Harricourt              | Bar-et-Harricourt      | Démembrement et suppression (rétablissement)  | 1871                            | 1871                      |
| Belval                  | Belval-et-Sury         | Démembrement et suppression (rétablissement)  | 5 novembre 1871 (Décret)        | 5 novembre 1871 (Décret)  |
| Sury                    | Belval-et-Sury         | Démembrement et suppression (rétablissement)  | 5 novembre 1871 (Décret)        | 5 novembre 1871 (Décret)  |
| Blaise                  | Sainte-Marie           | Démembrement (rétablissement)                 | 1871                            | 1871                      |
| Champigneul-sur-Vence   | Champigneul-Mondigny   | Démembrement et suppression (rétablissements) | 1871                            | 1871                      |
| Mondigny                | Champigneul-Mondigny   | Démembrement et suppression (rétablissements) | 1871                            | 1871                      |
| Saint-Pierre-sur-Vence  | Champigneul-Mondigny   | Démembrement et suppression (rétablissements) | 1871                            | 1871                      |
| Chardeny                | Tourcelles-Chaumont    | Démembrement (rétablissement)                 | 1871                            | 1871                      |
| Quilly                  | Tourcelles-Chaumont    | Démembrement (rétablissement)                 | 1871                            | 1871                      |
| Chevières               | Marcq                  | Démembrement (rétablissement)                 | 1871                            | 1871                      |
| Dricourt                | Leffincourt            | Démembrement (rétablissement)                 | 1871                            | 1871                      |
| Faux                    | Faux-Lucquy            | Démembrement et suppression (rétablissement)  | 1871                            | 1871                      |
| Lucquy                  | Faux-Lucquy            | Démembrement et suppression (rétablissement)  | 1871                            | 1871                      |
| Fromy                   | Margut                 | Démembrement (rétablissement)                 | 1871                            | 1871                      |
| Houdilcourt             | Houdilcourt-Poilcourt  | Démembrement et suppression (rétablissement)  | 1871                            | 1871                      |
| Poilcourt               | Houdilcourt-Poilcourt  | Démembrement et suppression (rétablissement)  | 1871                            | 1871                      |
| Lépron-les-Vallées      | Vaux-Villaine          | Démembrement (rétablissement)                 | 1871                            | 1871                      |
| Mars-sous-Bourcq        | Bourcq                 | Démembrement (rétablissement)                 | 1871                            | 1871                      |
| Mont-Saint-Remy         | Pauvres                | Démembrement (rétablissement)                 | 1871                            | 1871                      |
| Olizy                   | Olizy-Primat           | Démembrement et suppression (rétablissement)  | 1871                            | 1871                      |
| Primat                  | Olizy-Primat           | Démembrement et suppression (rétablissement)  | 1871                            | 1871                      |
| Saint-Pierre-à-Arnes    | Saint-Clément          | Démembrement (rétablissement)                 | 1871                            | 1871                      |
| This                    | Neuville-lès-This      | Démembrement (rétablissement)                 | 5 novembre 1871 (Décret)        | 5 novembre 1871 (Décret)  |
| Tournavaux              | Haulmé                 | Démembrement (rétablissement)                 | 1871                            | 1871                      |
| Ville-sur-Retourne      | Bignicourt             | Démembrement (rétablissement)                 | 1871                            | 1871                      |
| Wignicourt              | Vaux-Montreuil         | Démembrement (rétablissement)                 | 1871                            | 1871                      |
| Tremblois-lès-Rocroi    | Laval-Morency          | Démembrement                                  | 1870                            | 1870                      |
| Taillette               | Rocroi                 | Démembrement                                  | 19 mars 1841 (Loi)              | 19 mars 1841 (Loi)        |
| Landrichamps            | Fromelennes            | Démembrement                                  | 1793                            | 1793                      |
| Ledancourt              | Donchery               | Démembrement                                  | 1793                            | 1793                      |
| Lucquy                  | Faux                   | Démembrement                                  | 1793                            | 1793                      |
| Pure                    | Clémency               | Démembrement                                  | 1793                            | 1793                      |
| La Sabotterie           | Tourteron              | Démembrement                                  | 1793                            | 1793                      |
| Touligny                | Guignicourt-sur-Vence  | Démembrement                                  | 1793                            | 1793                      |
| Wadimont                | Rubigny                | Démembrement                                  | 1793                            | 1793                      |
| La Chapelle             | Givonne                | Démembrement                                  | 1792                            | 1792                      |
| La Francheville         | Mohon                  | Démembrement                                  | 1792                            | 1792                      |
| La Moncelle             | Bazeilles              | Démembrement                                  | 1792                            | 1792                      |
| La Péreuse              | Viel-Saint-Remy        | Démembrement                                  | 1792                            | 1792                      |
| Villers-sur-le-Mont     | Guignicourt-sur-Vence  | Démembrement                                  | 1792                            | 1792                      |
| Yvernaumont             | Guignicourt-sur-Vence  | Démembrement                                  | 1792                            | 1792                      |
| Issancourt              | Vivier-au-Court        | Démembrement                                  | 1790                            | 1790                      |

## Modifications de nom officiel
| Ancien nom           | Nouveau nom              | Date (et nature) de la décision |
| -------------------- | ------------------------ | ------------------------------- |
| Saint-Loup-Champagne | Saint-Loup-en-Champagne  | 10 avril 2002 (Décret)          |
| Acy                  | Acy-Romance              | 3 avril 1962 (Décret)           |
| Aubigny              | Aubigny-les-Pothées      | 3 avril 1962 (Décret)           |
| Bar                  | Bar-lès-Buzancy          | 24 avril 1959 (Décret)          |
| Belleville           | Belleville-sur-Bar       | 24 avril 1959 (Décret)          |
| Le Châtelet          | Le Châtelet-sur-Sormonne | 24 avril 1959 (Décret)          |
| Chémery              | Chémery-sur-Bar          | 24 avril 1959 (Décret)          |
| La Ferté             | La Ferté-sur-Chiers      | 24 avril 1959 (Décret)          |
| Hannogne             | Hannogne-Saint-Rémy      | 24 avril 1959 (Décret)          |
| Joigny               | Joigny-sur-Meuse         | 24 avril 1959 (Décret)          |
| Launois              | Launois-sur-Vence        | 24 avril 1959 (Décret)          |
| Saint-Clément        | Saint-Clément-à-Arnes    | 24 avril 1959 (Décret)          |
| Sapogne              | Sapogne-sur-Marche       | 24 avril 1959 (Décret)          |
| Tremblois            | Tremblois-lès-Carignan   | 24 avril 1959 (Décret)          |
| Rilly-aux-Oies       | Rilly-sur-Aisne          | 13 décembre 1936 (Décret)       |
| Cons-la-Grandville   | La Grandville            | 20 février 1932 (Décret)        |
| Beaumont             | Beaumont-en-Argonne      | 29 juillet 1928 (Décret)        |
| Poilcourt            | Poilcourt-Sydney         | 3 août 1921 (Décret)            |
| Nouzon               | Nouzonville              | 23 avril 1921 (Décret),         |
| Blanzy               | Blanzy-la-Salonnaise     | 13 décembre 1920 (Décret)       |
| Herpy                | Herpy-l'Arlésienne       | 24 octobre 1919 (Décret)        |
| Brienne              | Brienne-sur-Aisne        | 12 avril 1904 (Décret)          |
| Nanteuil             | Nanteuil-sur-Aisne       | 15 novembre 1900 (Décret)       |
| Guignicourt          | Guignicourt-sur-Vence    | 9 mai 1897 (Décret)             |
| Poix                 | Poix-Terron              | 9 mai 1897 (Décret)             |
| Rouvroy              | Rouvroy-sur-Audry        | 28 octobre 1896 (Décret)        |
| Prix                 | Prix-lès-Mézières        | 21 octobre 1892 (Décret)        |
| Château-Regnault     | Château-Regnault-Bogny   | 9 janvier 1888 (Décret)         |
| Noyers               | Noyers-Pont-Maugis       | 2 août 1886 (Décret)            |
| Acy-Romance          | Acy                      | 19 août 1831 (Ordonnance)       |
| Bairon-de-Mont-Dieu  | Le Mont-Dieu             | 26 mars 1829 (Loi)              |

### Date inconnue
- Coulommes-lès-Attigny > Coulommes-et-Marqueny
- Ham-les-Malades > Ham-sur-Meuse
- Rouvroy-les-Pothées > Rouvroy-sur-Audry
- Sailly-et-Blanchampagne > Sailly
- Trigne > Les Hautes-Rivières

## Modifications de limites communales
Le plus souvent, les modifications des limites communales décidées par arrêtés préfectoraux ne sont pas répertoriées dans le Journal officiel, ni dans le Bulletin officiel.
| La commune de...                                                       | ...cède du territoire à la commune de...                               | Précisions                                                                                   | Date (et nature) de la décision |
| ---------------------------------------------------------------------- | ---------------------------------------------------------------------- | -------------------------------------------------------------------------------------------- | ------------------------------- |
| Warmeriville (département de la Marne) Ménil-Lépinois                  | Ménil-Lépinois Warmeriville (département de la Marne)                  |                                                                                              | 19 octobre 1972 (Décret)        |
| Noyers-Pont-Maugis                                                     | Remilly-Aillicourt                                                     | Superficie de 1 ha 8 a 40 ca                                                                 | 8 octobre 1970 (Décret)         |
| Remilly-Aillicourt                                                     | Noyers-Pont-Maugis                                                     | Superficie de 1 ha 15 a 45 ca                                                                | 8 octobre 1970 (Décret)         |
| Charleville-Mézières                                                   | Saint-Laurent                                                          | Superficie de 3 ha 91 a 54 ca                                                                | 12 août 1970 (Décret)           |
| Saint-Hilaire-le-Petit (département de la Marne) Saint-Clément-à-Arnes | Saint-Clément-à-Arnes Saint-Hilaire-le-Petit (département de la Marne) |                                                                                              | 6 octobre 1967 (Décret)         |
| Ardeuil-et-Montfauxelles Gratreuil (département de la Marne)           | Gratreuil (département de la Marne) Ardeuil-et-Montfauxelles           |                                                                                              | 19 août 1966 (Décret)           |
| Villers-Semeuse Mohon                                                  | Mohon Villers-Semeuse                                                  |                                                                                              | 12 août 1966 (Arrêté)           |
| Sault-lès-Rethel Rethel                                                | Rethel Sault-lès-Rethel                                                |                                                                                              | 27 avril 1966 (Arrêté)          |
| Fumay                                                                  | Revin                                                                  | Sections des Monts devant Revin et du Bois-Bryas 25 habitants Superficie de 94 ha 84 a 80 ca | 16 décembre 1959 (Arrêté)       |
| Revin                                                                  | Fumay                                                                  | Forêt de Revin, en bordure de la Manise Superficie de 63 ha 12 a 45 ca                       | 16 décembre 1959 (Arrêté)       |
| Montcy-Notre-Dame                                                      | Nouzonville                                                            | Quartier de Nuru 88 habitants Superficie de 2 ha 40 a 43 ca                                  | 28 juin 1958 (Arrêté)           |
| Fléville Châtel-Chéhéry                                                | Châtel-Chéhéry Fléville                                                |                                                                                              | 7 juillet 1950 (Arrêté)         |
| Challerange Vaux-lès-Mouron                                            | Vaux-lès-Mouron Challerange                                            |                                                                                              | 15 juin 1948 (Arrêté)           |
| Faissault Neuvizy                                                      | Neuvizy Faissault                                                      | Hameau de Belair                                                                             | 4 janvier 1901 (Décret)         |
| Mézières Charleville                                                   | Charleville Mézières                                                   |                                                                                              | 22 juillet 1887 (Loi)           |
| Rethel Sault-lez-Rethel                                                | Sault-lez-Rethel Rethel                                                |                                                                                              | 31 août 1863 (Décret)           |
| Champigneul-Mondigny                                                   | Boulzicourt                                                            |                                                                                              | 2 août 1862 (Loi)               |
| Condé-lès-Vouziers                                                     | Vouziers                                                               |                                                                                              | 11 mai 1853 (Loi)               |
| Chestres                                                               | Vouziers                                                               |                                                                                              | 11 mai 1853 (Loi)               |
| Balan                                                                  | Sedan                                                                  |                                                                                              | 17 octobre 1847 (Ordonnance)    |
| Douzy                                                                  | Rubécourt-et-Lamecourt                                                 |                                                                                              | 25 avril 1847 (Loi)             |
| Donchery                                                               | Bosseval-Briancourt                                                    |                                                                                              | 4 juin 1845 (Loi)               |
| Jandun                                                                 | Launois                                                                | Section du Haut Chemin                                                                       | 11 juin 1842 (Loi)              |
| Nouart                                                                 | Beaufort (département de la Meuse)                                     | Territoire de la Forge de Maucourt                                                           | 9 juillet 1836 (Loi)            |
| Bairon-de-Mont-Dieu                                                    | Le Chesne                                                              | Enclave de Bairon                                                                            | 26 mars 1829 (Loi)              |
| Bairon-de-Mont-Dieu                                                    | Louvergny                                                              | Enclave de Bairon                                                                            | 26 mars 1829 (Loi)              |
| Bairon-de-Mont-Dieu                                                    | Sauville                                                               | Enclave de Bairon                                                                            | 26 mars 1829 (Loi)              |

## Communes associées
Liste des communes ayant, ou ayant eu (en italique), à la suite d'une fusion, le statut de commune associée.
| Nom de la commune     | Code INSEE | Fusion-association                     | Fusion-association | Fusion-association        | Fusion-association                       | D - Défusion ou F - transformation de l'association en fusion simple ou T - transformation de l'association en commune déléguée | D - Défusion ou F - transformation de l'association en fusion simple ou T - transformation de l'association en commune déléguée | D - Défusion ou F - transformation de l'association en fusion simple ou T - transformation de l'association en commune déléguée | D - Défusion ou F - transformation de l'association en fusion simple ou T - transformation de l'association en commune déléguée                                                                   |
| Nom de la commune     | Code INSEE | date de la décision                    | date d'effet       | commune absorbante        | nom de la commune résultant de la fusion | D/F/T | date de la décision | date d'effet | commentaire |
| --------------------- | ---------- | -------------------------------------- | ------------------ | ------------------------- | ---------------------------------------- | --- | --- | --- | --- |
| Châtillon-sur-Bar     | 08112      | Arrêté préfectoral du 20 décembre 1974 | 29 décembre 1974   | Belleville-sur-Bar        | Belleville-et-Châtillon-sur-Bar          | | | | |
| Bay                   | 08051      | Arrêté préfectoral du 20 décembre 1973 | 29 décembre 1973   | Blanchefosse              | Blanchefosse-et-Bay                      | | | | |
| Logny-lès-Chaumont    | 08258      | Arrêté préfectoral du 22 avril 1974    | 1er mai 1974       | Chaumont-Porcien          | Chaumont-Porcien                         | | | | |
| Wadimont              | 08495      | Arrêté préfectoral du 22 avril 1974    | 1er mai 1974       | Chaumont-Porcien          | Chaumont-Porcien                         | | | | |
| Montcornet-en-Ardenne | 08297      | Arrêté préfectoral du 30 août 1973     | 1er septembre 1973 | Cliron                    | Montcornet-en-Ardenne                    | D | Arrêté préfectoral du 17 octobre 1988                                                                                           | 1er janvier 1989 | Montcornet-en-Ardenne reprend le nom de Cliron |
| Foulzy                | 08177      | Arrêté préfectoral du 23 août 1973     | 1er septembre 1973 | Girondelle                | Girondelle                               | | | | |
| Beaulieu              | 08054      | Arrêté préfectoral du 19 décembre 1972 | 1er janvier 1973   | La Neuville-aux-Tourneurs | Neuville-lez-Beaulieu                    | | | | |
| Meillier-Fontaine     | 08285      | Arrêté préfectoral du 15 mai 1974      | 1er juin 1974      | Nouzonville               | Nouzonville                              | | | | |
| Primat                | 08345      | Arrêté préfectoral du 20 décembre 1974 | 29 décembre 1974   | Olizy                     | Olizy-Primat                             | | | | |
| La Cerleau            | 08093      | Arrêté préfectoral du 23 août 1973     | 1er septembre 1973 | Prez                      | Prez                                     | | | | |
| Barbaise              | 08047      | Arrêté préfectoral du 20 décembre 1974 | 29 décembre 1974   | Raillicourt               | Raillicourt-Barbaise                     | D | Arrêté préfectoral du 3 octobre 1990                                                                                            | 1er janvier 1991 | Raillicourt-Barbaise reprend le nom de Raillicourt |
| Pargny-Resson         | 08337      | Arrêté préfectoral du 20 décembre 1973 | 29 décembre 1973   | Rethel                    | Rethel                                   | | | | |
| La Hardoye            | 08213      | Arrêté préfectoral du 20 décembre 1973 | 29 décembre 1973   | Rocquigny                 | Rocquigny                                | | | | |
| Mainbresson           | 08265      | Arrêté préfectoral du 22 avril 1974    | 1er mai 1974       | Rocquigny                 | Rocquigny                                | | | | |
| Mainbressy            | 08266      | Arrêté préfectoral du 22 avril 1974    | 1er mai 1974       | Rocquigny                 | Rocquigny                                | | | | |
| Andevanne             | 08012      | Arrêté préfectoral du 19 décembre 1972 | 1er janvier 1973   | Tailly                    | Tailly                                   | | | | |
| Barricourt            | 08050      | Arrêté préfectoral du 19 décembre 1972 | 1er janvier 1973   | Tailly                    | Tailly                                   | | | | |
| Rémonville            | 08359      | Arrêté préfectoral du 19 décembre 1972 | 1er janvier 1973   | Tailly                    | Tailly                                   | | | | |
| Imécourt              | 08233      | Arrêté préfectoral du 20 décembre 1973 | 29 décembre 1973   | Verpel                    | Verpel                                   | D | Arrêté préfectoral du 25 septembre 1984                                                                                         | 1er janvier 1985 | |
| Blaise                | 08068      | Arrêté préfectoral du 30 décembre 1972 | 1er janvier 1973   | Vouziers                  | Vouziers                                 | T | Arrêté préfectoral du 11 mai 2016                                                                                               | 1er juin 2016 | Le statut est supprimé avec la création de la commune nouvelle de Vouziers, mais la commune est transformée en commune déléguée par décision du conseil municipal de Vouziers du 13 février 2020, |

## Communes affectées auroyaume des Pays-Baspar letraité de Paris (1815)

### Communes issues du duché de Bouillon
L'ancien duché de Bouillon, devenu République bouillonnaise quelques mois, fut réuni à la France & affecté, en partie, au département des Ardennes par le décret du 4 brumaire an IV modifié par le Conseil des Cinq-Cents, le 26 fructidor an IV ; la partie destinée aux Ardennes fut répartie sur deux cantons de l'arrondissement départemental de Sedan.

#### Canton de Bouillon
Il contenait, outre Bouillon, les communes de :
- Bellevaux
- Botassart
- Briahan
- Corbion
- Curfoz
- Dohan
- Frahan
- Les Hayons
- Laviot
- Mogimont
- Noirefontaine
- Poupehan
- Rochehaut
- Sensenruth
- Ucimont
- Vivy

#### Canton de Neufmanil
Trois villages de l'ancien duché de Bouillon furent affectés au canton de Neufmanil :  
- Bagimont
- Pussemange
- Sugny

### Possessions françaises de Mariembourg et Philippeville
Ces possessions historiques de la France (acquises par le traité des Pyrénées en particulier), ainsi que les territoires voisins acquis par la Première République, étaient affectés à l'arrondissement départemental de Rocroi.

#### Canton de Couvin
- Couvin
- Aublain
- Boussu-en-Fagne
- Dailly
- Dourbes
- Fagnolle
- Frasnes-lez-Couvin
- Gonrieux
- Mariembourg
- Matagne-la-Grande
- Nismes
- Olloy-sur-Viroin
- Pesche
- Petigny
- Vierves-sur-Viroin

#### Canton de Fumay
- Oignies-en-Thiérache
- Le Mesnil

#### Canton de Givet
- Doische
- Gimnée
- Matagne-la-Petite
- Mazée
- Niverlée
- Romerée
- Treignes
- Vaucelles

#### Canton de Philippeville
- Philippeville
- Cerfontaine
- Jamagne
- Jamiolle
- Merlemont
- Neuville
- Roly
- Samart
- Sart-en-Fagne
- Sautour
- Senzeilles
- Villers-Deux-Églises
- Villers-en-Fagne

### Communes des départements de Jemmapes et de Sambre-et-Meuse affectées au département des Ardennes à la suite du traité de Paris de 1814
Le traité de Paris du 30 mai 1814, qui détermine le démembrement partiel du territoire français après les défaites napoléoniennes, laisse une partie du territoire des départements de Jemmapes et de Sambre-et-Meuse à la France. Une partie de ce territoire est affectée au département des Ardennes, par une ordonnance royale du 18 aout 1814. Ces communes ne furent donc rattachées au département des Ardennes que du 18 août 1814 au 20 novembre 1815.

#### Canton de Chimay (anciennement au département de Jemmapes)
- Baileux
- Bailièvre
- Beauwelz
- Bourlers
- Chimay
- Forges
- Lompret, jadis Lomprez.
- Macon
- Momignies
- Monceau-Imbrechies
- Saint-Remy
- Robechies
- Salles
- Seloignes
- Vaulx
- Villers-la-Tour
- Virelles

#### Canton de Beauraing (anciennement au département de Sambre-et-Meuse)
- Baronville
- Beauraing
- Blaimont
- Dion
- Feschaux
- Felenne
- Finnevaux ou Finevaux
- Focant
- Froidfontaine ou Froid-Fontaine.
- Falmagne
- Falmignoul ou Fulmignol.
- Gozin
- Hastière-par-delà
- Havenne
- Heer
- Hour
- Houyet ou Honget
- Hulsoniaux-et-Ferrauge, scindé en Hulsonniaux et Ferage.
- Javingue
- Mahoux
- Martouzin
- Mesnil-Église
- Mesnil-Saint-Blaise, jadis Menil-Saint-Blaise
- Neuville, inclus dans Martouzin-Neuville, le 13 février 1826 [Note 7]
- Pondrôme
- Sevry
- Vonêche
- Wancennes ou Waucennes.
- Wanlin ou Waulin
- Wiesme
- Winenne

#### Canton de Florennes (anciennement au département de Sambre-et-Meuse)
- Agimont
- Anthée
- Saint-Aubin
- Biesmerée
- Corenne
- Flavion
- Florennes
- Franchimont
- Gochenée
- Hermeton-sur-Meuse ou Hermetton-sur-Meuse.
- Maurenne
- Omezée
- Oret
- Rosée
- Serville
- Soulme
- Stave
- Surice
- Vodelée, jadis Vaudelée.
- Vodecée, jadis Vaudezée.
- Villers-le-Gambon

#### Canton deGédinne[réf.nécessaire](anciennement au département de Sambre-et-Meuse)
- Baillamont
- Bellefontaine
- Bièvre
- Bohan
- Bourseigne-Neuve
- Bourseigne-Vieille
- Cornimont
- Gedinne
- Graide
- Gros-Fays
- Houdremont
- Laforêt
- Lescharières
- Louette-Saint-Denis
- Louette-Saint-Pierre
- Malvoisin
- Membre
- Monceau-en-Ardenne
- Mouzaive
- Nafraiture
- Naomé
- Oizy
- Orchimont
- Patignies
- Petit-Fays
- Rienne
- Sart-Custinne
- Six-Planes
- Vencimont
- Vresse-sur-Semois
- Willerzie

#### Canton de Walcourt (anciennement au département de Sambre-et-Meuse)
- Berzée
- Castillon, y compris le hameau de Mertenne, ancienne commune, rattachée à Castillon le 18 juin 1809
- Clermont
- Daussois ou Daussoy
- Fontenelle
- Fraire, jadis Fraire-la-Grande — Y compris le hameau de Fairoul, Fairoule ou Fairoulle, rattachée à Fraire le 6 août 1809.
- Gomezée, fusionnée, avec Ives, du même canton, dans Yves-Gomezée, depuis le 5 mars 1925.
- Gourdinne
- Hanzinelle
- Hanzinne
- Hemptinne
- Laneffe
- Saint-Maert, rattaché à Somzée en 1819.
- Morialmé
- Pry & Chastrès, jadis ensemble dans Pry-et-Chastrès
- Rognée
- Silenrieux
- Somzée
- Tarcienne, avec le hameau d'Ahérée, ancienne commune rattachée à Tarcienne le 6 août 1809.
- Thy-le-Bauduin
- Thy-le-Château
- Walcourt

## Communes affectées à l'un des départements voisins

### Au département de la Marne
- Binarville, par décision de Assemblée nationale du 21 janvier 1790[Off. 94]. Le département n'était formé, sous la dénomination de Département septentrional de la Champagne, que depuis deux jours, par un décret du 19 janvier 1790.

Les communes de Condé-lès-Autry et de  Bouconville furent affectées aussi, ce même jour, par la même décision, au district de Sainte-Menehould (Marne) ; la Convention nationale les réintégra au département des Ardennes le 13 prairial an II.

### Au département de la Meuse
- Baulny, le 26 mai 1790[Note 8].
- Cesse, par la loi du 11 avril 1821[Off. 96].